# Diocesi di Buenaventura
La diocesi di Buenaventura (in latino: Dioecesis Bonaventurensis) è una sede della Chiesa cattolica in Colombia suffraganea dell'arcidiocesi di Cali. Nel 2022 contava 229.081 battezzati su 315.000 abitanti. È retta dal vescovo Rubén Darío Jaramillo Montoya.

## Territorio
La diocesi comprende il solo comune di Buenaventura nella parte occidentale del dipartimento colombiano di Valle del Cauca.
Sede vescovile è la città di Buenaventura, dove si trova la cattedrale di San Bonaventura.
Il territorio si estende su una superficie di 6.297 km² ed è suddiviso in 22 parrocchie.

## Storia
Il vicariato apostolico di Buenaventura fu eretto il 14 novembre 1952 con la bolla Provida mater Ecclesia di papa Pio XII, ricavandone il territorio dalla diocesi di Cali (oggi arcidiocesi) e dalla prefettura apostolica di Tumaco (oggi diocesi).
Il 30 novembre 1996 il vicariato apostolico è stato elevato a diocesi con la bolla Ministerium apostolicum di papa Giovanni Paolo II.

## Cronotassi dei vescovi
Si omettono i periodi di sede vacante non superiori ai 2 anni o non storicamente accertati.
- Gerardo Valencia Cano, M.X.Y. † (24 marzo 1953 - 21 gennaio 1972 deceduto)
- Heriberto Correa Yepes, M.X.Y. † (29 gennaio 1973 - 30 novembre 1996 ritirato)
- Rigoberto Corredor Bermúdez (30 novembre 1996 - 19 dicembre 2003 nominato vescovo di Garzón)[1]
- Héctor Epalza Quintero, P.S.S. † (29 aprile 2004 - 30 giugno 2017 ritirato)
- Rubén Darío Jaramillo Montoya, dal 30 giugno 2017

## Statistiche
La diocesi nel 2022 su una popolazione di 315.000 persone contava 229.081 battezzati, corrispondenti al 72,7% del totale.
| anno | popolazione | popolazione | popolazione | presbiteri | presbiteri | presbiteri | presbiteri                | diaconi | religiosi | religiosi | parrocchie |
| anno | battezzati  | totale      | %           | numero     | secolari   | regolari   | battezzati per presbitero | diaconi | uomini    | donne     | parrocchie |
| ---- | ----------- | ----------- | ----------- | ---------- | ---------- | ---------- | ------------------------- | ------- | --------- | --------- | ---------- |
| 1965 | 148.000     | 150.000     | 98,7        | 4          | 4          |            | 37.000                    |         |           |           | 7          |
| 1968 | 146.000     | 150.000     | 97,3        | 1          | 1          |            | 146.000                   |         |           | 16        | 7          |
| 1976 | 172.190     | 182.190     | 94,5        | 21         | 4          | 17         | 8.199                     |         | 22        | 60        | 7          |
| 1980 | 215.000     | 220.000     | 97,7        | 25         | 2          | 23         | 8.600                     |         | 27        | 70        | 7          |
| 1990 | 257.000     | 286.000     | 89,9        | 32         | 1          | 31         | 8.031                     |         | 33        | 80        | 10         |
| 1999 | 296.000     | 300.000     | 98,7        | 42         | 16         | 26         | 7.047                     |         | 29        | 90        | 17         |
| 2000 | 292.440     | 302.000     | 96,8        | 42         | 16         | 26         | 6.962                     |         | 30        | 77        | 17         |
| 2001 | 307.904     | 315.000     | 97,7        | 43         | 21         | 22         | 7.160                     |         | 25        | 76        | 17         |
| 2002 | 307.904     | 315.000     | 97,7        | 39         | 17         | 22         | 7.894                     |         | 24        | 77        | 17         |
| 2003 | 317.836     | 325.000     | 97,8        | 40         | 22         | 18         | 7.945                     |         | 20        | 74        | 17         |
| 2004 | 390.850     | 400.000     | 97,7        | 35         | 22         | 13         | 11.167                    |         | 15        | 66        | 18         |
| 2006 | 395.000     | 400.900     | 98,5        | 37         | 22         | 15         | 10.675                    |         | 17        | 70        | 18         |
| 2012 | 424.380     | 433.000     | 98,0        | 33         | 20         | 13         | 12.860                    |         | 14        | 73        | 21         |
| 2015 | 294.029     | 392.054     | 75,0        | 38         | 25         | 13         | 7.737                     |         | 13        | 11        | 21         |
| 2018 | 402.557     | 417.220     | 96,5        | 35         | 22         | 13         | 11.501                    | 1       | 19        | 44        | 22         |
| 2020 | 411.400     | 426.300     | 96,5        | 35         | 21         | 14         | 11.754                    | 1       | 14        | 35        | 22         |
| 2022 | 229.081     | 315.000     | 72,7        | 38         | 12         | 6.028      | 2                         | 16      | 32        | 22        |            |